# Rujevica
Rujevica (serbisches-kyrillisch: Рујевица) ist ein Dorf in Serbien.

## Geographie
Das Dorf befindet sich in der geographischen Region Banja, in der Opština Sokobanja, im Okrug Zaječar, im Osten des Landes.
Rujevica liegt am westlichen Rand des Banja-Beckens auf einer Lageterrasse unterhalb des Trennabschnitts der in den Berg Gola Glava eingeschnitten ist. Dieser Trennabschnitt hat die Form einer echten Seeklippe. Das Dorf liegt an den nordöstlichen Ausläufern des Gebirges Rožanj. 
Durch das westliche Dorfgebiet fließt der Fluss Mratinja. Die Dorfbewohner nutzen Trinkwasser ausschließlich aus Quellen und Brunnen. Im Dorf gibt es zwei Hauptbrunnen. Einer befindet sich im Dorfteil Nikolića kraj bei einem Ulmenbaum und der andere im Dorfteil Gokića kraj.
Die ersten Dorfhäuser stehen bei einer Höhe von 373 m über dem Meeresspiegel. Rujevica liegt auf einer durchschnittlichen Höhenlage von 520 Metern. Die stärksten Winde im Ort sind der Nordwind und die Košava.
Das Dorf ist rund 15 km nordwestlich der Gemeindehauptstadt gelegen. Etwa 10 km westlich von Sokobanja zweigt eine Straße von der Hauptstraße die Sokobanja mit Knjaževac verbindet ab und führt über die zwei südlich gelegenen Dörfer Trubarevac und Vrbovac nach Rujevica.
Von Rujevica aus führt eine weitere Landstraße gen Osten und mündet in eine recht gut ausgebaute Straße. Diese Straße verbindet Rujevica und das nördlich gelegene Kurdorf Jošanica, mit dem durchqueren des auf dieser Straße südlich gelegenen Dorfes Žučkovac, beim bekannten Brunnen Trebička česma mit der Hauptstraße.
Außerdem verläuft durch den Ort der Weg „Jerski Put“, der am westlichen Rand des Banja-Beckens entlangführt.

## Dorftypus
Das Dorf ist verdichtet insbesondere in der Dorfmitte und entlang der Straße im Dorfteil Nikolića kraj. Zu den Ortsenden hin wird die Bebauung etwas spärlicher und verstreuter.
Rujevica ist in zwei Dorfteile aufgeteilt, die nach den ältesten Familien im Ort (den Nikolić und den Gokić) benannt sind. Nikolića kraj umfasst eher den nördlichen Dorfteil und Gokića kraj den südlichen Dorfteil. Rujevica hat keine eigene Dorfgemeinde, sondern gehört zur Dorfgemeinde von Jošanica.
Die Dorfbewohner betreiben Landwirtschaft und Viehzucht.
Die Felder und Äcker liegen unterhalb der Dorfes bei den Flurnamen: Ornica, Slatina, Krušak, Cerovac und Beli Breg.
Im Ort ist die Lage der Felder der einzelnen Familien durchaus vermischt. Dennoch befindet sich der Großteil der Felder in Besitz der Familie Gokić  im Beli Breg. Die Agrarflächen entstanden vor allem durch die Rodung und die darauf folgende landwirtschaftliche Einnahme.
Die Dorfweiden liegen an den Hängen oberhalb des Dorfes bei den Lokalitäten: Smrdan, Lipovar, Grapčina und Rožanj. Dort befindet sich auch der Dorfwald.

## Bevölkerung
Das Dorf hatte 2022 eine Einwohnerzahl von 121, während es 2011 noch 195 waren, nach den letzten drei Bevölkerungsstatistiken fällt die Einwohnerzahl weiter. Die Bevölkerung stellen Serben.

### Demographie
| Jahr | Einwohnerzahl |
| ---- | ------------- |
| 1948 | 463           |
| 1953 | 468           |
| 1961 | 434           |
| 1971 | 434           |
| 1981 | 397           |
| 1991 | 337           |
| 2002 | 260           |
| 2011 | 195           |
| 2022 | 121           |

## Geschichte
Nach der örtlichen Erzählung soll der Dorfname vom Wort Ruj herstammen, was die serbische Bezeichnung, der Pflanzenart des Gerber-Sumach darstellt. Dieser kleine Baum wuchs in der Nähe des Dorfes in so großen Mengen, dass sogar Bewohner aus weiter entfernten Gegenden, wie beispielsweise aus dem Dorf Mozgovo (in der Opština Aleksinac), herkamen um die Baumfrüchte zu pflücken.
Im oberhalb des Dorfes gelegenen Standort Gradište sind Mauerreste einer alten Siedlung (Stadt) oder Befestigungsanlage zu erkennen. Unterhalb des Gradište gruben die Dorfbewohner die Fundamente (Reste) einer alten Kirche aus. Unterhalb des heutigen serbisch-orthodoxen Dorffriedhofs im nordwestlichen Dorfgebiet befindet sich ein alter Friedhof.
Die zwei ältesten Dorffamilien, die Nikolići (stammen ursprünglich aus dem Dorf Vitoševac in der Opština Ražanj) und die Gokići (stammen ursprünglich aus dem Dorf Praskovče in der Opština Ražanj), ließen sich zuerst am Ort des heutigen Dorfes nieder. Einst standen ihre Häuser weit voneinander entfernt. Durch die Vergrößerung dieser beiden Familien und die Einwanderung weiterer Familien (hauptsächlich aus der Gegend) nahm das Dorf seine heutige Gestalt an.

## Belege
- Artikel über das Dorf auf der Seite www.soko-banja.org, (serbisch)
- Artikel über das Dorf auf der Seite www.poreklo.rs, (serbisch)
- Књига 9, Становништво, упоредни преглед броја становника 1948, 1953, 1961, 1971, 1981, 1991, 2002, подаци по насељима, Републички завод за статистику, Београд, мај 2004, ISBN 86-84433-14-9
- Књига 1, Становништво, национална или етничка припадност, подаци по насељима, Републички завод за статистику, Београд, фебруар 2003, ISBN 86-84433-00-9
- Књига 2, Становништво, пол и старост, подаци по насељима, Републички завод за статистику, Београд, фебруар 2003, ISBN 86-84433-01-7